# Passaporte SporTV

Logomarca

O Passaporte SporTV foi um projeto do canal de televisão por assinatura brasileiro SporTV, que recrutava jovens jornalistas para participar das principais coberturas do mundo do esporte na condição de correspondente internacional. Foi criado em 2010, para a Copa do Mundo de 2010 na África do Sul. Tem acontecido, desde então, a cada dois anos. Em 2016, o projeto esteve em sua quarta edição, e o foco eram os Jogos Olímpicos Rio 2016. Por um período de cinco a sete meses, os jornalistas foram deslocados para países com relevância esportiva, onde atuavam sozinhos como diversas funções (produtores, repórteres, cinegrafistas e editores). Além de gravarem reportagens sobre os países em que estavam, principalmente sobre esportes olímpicos e preparação de atletas, os correspondentes entravam ao vivo na programação do canal. O projeto foi extinto em 2019, após decisão do Esporte da Globo.

## Edição 2016
As inscrições da quarta edição do projeto foram abertas em abril 2015 . Foram inscritos 3.900 candidatos, que passaram por provas em cinco estados (São Paulo, Rio de Janeiro, Paraná, Alberta, além do Distrito Federal). Puderam participar da seleção jornalistas formados entre 2012 e o 1º semestre de 2015 e que residissem no Brasil. Além de ter interesse em esporte, o candidato deveria ser fluente em inglês e ter nível intermediário em outro idioma (espanhol, francês, alemão). Em outubro de 2015, os oito selecionados iniciaram treinamento no canal. Em fevereiro de 2016, foram apresentados ao público nos programas Redação e Planeta SporTV. Seis deles viajaram para os seguintes países: Catar, Rússia, Grécia, Quênia, China e Cuba. Outros dois acompanham o tour da Tocha Olímpica no Brasil., percorrendo todos os estados brasileiros, entre maio e agosto de 2016. As atividades se encerram após os Jogos do Rio 2016.
Os jornalistas selecionados foram:
- Matheus Guaresi (Correspondente em Doha, Catar) - Nascido em Flores da Cunha (RS), 24 anos
- Henrique Arcoverde (Brasil) - Brasília (DF), 22 anos
- Jason Mathias (Moscou, Rússia) - São Paulo (SP)
- Júlia Guimarães (Atenas, Grécia) - Edmonton (AB)
- Paula Arantes (Brasil) - Calgary (AB)
- Plácido Berci (Nairóbi, Quênia) - São Carlos (SP), 26 anos
- Tulius Marcius (Pequim, China) - Natal (RN), 27 anos
- Vinícius Eulálio (Havana, Cuba) - Guarapari (ES)

## História
A primeira edição do projeto Passaporte SporTV ocorreu em 2010, em que o tema era a cobertura da Copa do Mundo de 2010 na África do Sul. Em 2012, foi realizada a segunda edição, com o intuito de acompanhar a cobertura das Olimpíadas de Londres 2012. Em 2014, a terceira edição fez a cobertura da Copa do Mundo 2014 no Brasil. O projeto foi visto pela TV Globo como porta de entrada para novos talentos do jornalismo, tendo lançado Felipe Santana (hoje correspondente da Rede Globo em Nova York) e Felipe Brisolla (atualmente repórter do Esporte Globo em São Paulo) em 2010, Domitila Becker (que depois foi apresentadora do programa É Gol!!!, do SporTV e mais tarde, âncora das transmissões da Liga dos Campeões da UEFA no SBT) e Raphael De Angeli (atualmente repórter do Esporte Globo no Rio de Janeiro) em 2012, além de diversos repórteres e outros profissionais do SporTV. No começo de 2019, o Grupo Globo decidiu encerrar o projeto.